# Paciente de Metz
Paciente de Metz o San Paciente fue el cuarto obispo de Metz, sucediendo a San Félix en el siglo siglo II.

## Biografía
Las referencias que conocemos de San Paciente son de dudosa veracidad. Su biografía fue escrita por un monje de la abadía de Saint-Arnoul de Metz pero se considera que todo es una fábula. Fue escrita como respuesta a la recreación de la vida por la Abadía de San Clemente sobre San Clemente, el fundador de su orden. La rivalidad era tan feroz que Saint Arnold también quiso dar un fundamento apostólico a su fundador. Se optó por Paciente, cuarto obispo que Gesta episcoporum Mettensium, escrito por Pablo el Diácono en 783 sólo hace referencia al nombre, ya que  Celeste y  Félix, los obispos segundo y tercero ya formaban parte de la saga de San Clemente. Según estos textos, San Paciente habría tenido algún tipo de parentesco con San Juan Apóstol y que habría venido a Metz en 157. En estos textos, Paciente habría construido la Iglesia de San Juan Bautista en lo que posteriormente se convertiría en la actual Abadía de Saint-Arnould de Metz y allí fue enterrado.
En 1193, sus restos fueron exhumados, que fueron colocadas en un santuario cerca del altar de la abadía de Pétin. 
Su fiesta se celebra el 8 de enero.